# حادثه رازول
حادثه رازول، به ماجرای مربوط به رویت یک شیء ناشناس پرنده اشاره دارد که سال ۱۹۴۷ در شهر رازول (Roswell) ایالت نیومکزیکو اتفاق افتاد.
روز بعد از وقوع این حادثه، برای اولین و آخرین بار در تاریخ ایالات متحده آمریکا در روزنامه‌ها خبر پیدا شدن یک بشقاب پرنده منتشر می‌شود و این خبر در تمام کشور می‌پیچد.
فردای همان روز، نیروی هوایی ایالات متحده در اطلاعیه‌ای اعلام می‌کند که اشتباه شده و شیء مورد نظر، یک بالون هواشناسی بوده‌است.

## شرح رویداد
چند روز قبل از وقوع حادثه، اخبار و شایعاتی از مشاهده اشیاء ناشناس در نزدیکی رازول پخش شده بود.
رازول در آن زمان شهری کوچک، بیابانی و بی‌سر و صدا بود و از تعدادی مزرعه و دامداری تشکیل شده بود. همچنین گروه عملیاتی ۵۰۹ام (509th OG) بمب‌افکن‌های بی-۲۹ نیز در پایگاه هوایی واکر (Walker Air Force Base) در نزدیکی این شهر مستقر بودند.
در ۲ ژوئیهٔ سال ۱۹۴۷ در راسول، یک دامدار به نام ویلیام مک برزل (William Mac Brazel) که در خانهٔ خودش در شهرک کرونا واقع در ایالت نیومکزیکو نشسته بود، ناگهان صدای انفجاری شنیده و به دنبال آن، شیء سرخ رنگی را با یک دنبالهٔ سفید رنگ می‌بیند که بین تپه‌ها سقوط می‌کند.
مک برزل، قطعات و تکه‌هایی از شیء مورد نظر را جمع کرد و به پایگاه هوایی گزارش داد.
روز بعد از حادثه، برای اولین و آخرین بار در تاریخ ایالات متحدهٔ آمریکا، در روزنامه‌ها اعلام شد که یک بشقاب پرنده سقوط کرده‌ است.
این خبر سر تیتر تمامی روزنامه‌ها شد و پس از آن شبکه‌‌های رادیویی اعلام کردند که یک بشقاب پرنده پیدا شده و این بزرگ‌ترین اتفاق سال بود.
اما روز بعد، اخبار شکل تازه‌ای به خود گرفتند و توضیح این حادثه هم زمینی‌تر شد. در روزنامه‌ها اعلام شد که آن شیء یک بالون هواشناسی بوده و همه‌چیز به حالت عادی بازگشت.

## پیامدها
سال‌ بعد، واژه‌هایی مانند یوفو شناسی و یوفو شناس وارد فرهنگ لغت شد و حادثه رازول دوباره پا در میان افکار مردم گذاشت که افرادی مانند سرهنگ جسی مارسل (افسر نیروی هوایی که مأمور بررسی این حادثه شده بود) و استانتون فریدمن (فیزیکدان و یوفوشناس) از عوامل آن بودند.
فریدمن به صراحت گفت: «من پس از سی سال متقاعد شدم دولت آمریکا جسد چند بیگانه و یک بشقاب پرنده ساقط شده را در نیو مکزیکو به‌ دست آورده‌ است.»

## لوگو گوگل
گوگل با ابتکاری جالب در شصت و ششمین سالروز حادثهٔ راسول (۸ ژوئیهٔ ۲۰۱۳) لوگو خود را به مناسبت سالروز این حادثه انتخاب کرد که کاربران با کلیک روی آن بازی کوتاهی را دنبال می‌کردند.